# Володимир Заболотни
Володимир Заболотни (укр. Володимир Гнатович Заболотний; Перејаслав, 13. август 1898 — 3. август 1962) је био совјетски и украјински архитекта, оснивач Академије архитектуре Украјине и пројектант парламента Врховне Раде.

## Биографија
Рођен је 13. августа 1898. у породици занатлија у селу Каран које је данас део Перејаслава. Локалну гимназију је завршио током Руског грађанског рата 1919. Студирао је 1921—1927. на Националној академији визуелних уметности и архитектуре, смеру архитект–уметник. У том периоду је академија прошла кроз низ трансформација и била позната као Кијевски уметнички институт и потомак Националне украјинске академије уметности. Инструктор му је био руски архитекта Павел Аљошин. Био је члан Удружења револуционарних уметника Украјине 1925. и Удружења модерних архитеката. Као студент је учествовао на конкурсима за дизајнирање Палате културе у Ростову на Дону 1925. и Кијевском филмском студију 1926. године. Након дипломирања је радио као инструктор на Кијевском уметничком институту и на Кијевском инжењерском грађевинском институту, данас Кијевском националном универзитету за грађевинарство и архитектуру. Године 1929—1933. је радио на пројекту железничке станице Кијев–Пасажирски као помоћник Олександра Вербицког. Међу његовим првим радовима су Владина палата Украјинске Совјетске Социјалистичке Републике 1927. и Резиденцијални масив „Промин” 1928. у Харкову. Почетком 1930-их је био главни архитекта DIPROMIST–а, Украјинског државног научног истраживачког института за урбанизам. У то време је направио градски пројекат за Коминтернивске у Одеској области, Палату културе Дњепарског металуршког комбината у Камјанској и зграду Регионалног удружења потрошача у Виници. Године 1935, након што је престоница пребачена из Харкова у Кијев, је учествовао у стварању новог владиног центра. Заједно са својим студентима из Кијевског инжењерског грађевинског института је 1935—1936. изградио неколико павиљона у Пионирском парку у Кијеву, позориште лутака, биоскоп и две вишеспратнице. Зграда парламента Врховне Раде се сматра за његову најбољу креацију и за њу је награђен почасном дипломом Президијума Врховног савета Украјине и са 5000 рубаља. Преминуо је 3. августа 1962. у Кијеву. 